# Сорел (Луизијана)
Сорел (енгл. Sorrel) насељено је место без административног статуса у америчкој савезној држави Луизијана.

## Демографија
По попису из 2010. године број становника је 766.
| Група             | 2000.    | 2010.       |
| Белци             | 0 (0,0%) | 335 (43,7%) |
| Афроамериканци    | 0 (0,0%) | 409 (53,4%) |
| Азијати           | 0 (0,0%) | 1 (0,1%)    |
| Хиспаноамериканци | 0 (0,0%) | 14 (1,8%)   |
| Укупно            | 0        | 766         |